# Musièges
Musièges település Franciaországban, Haute-Savoie megyében. Lakosainak száma 421 fő (2022. január 1.). Musièges Chaumont, Chilly, Contamine-Sarzin és Frangy községekkel határos.

## Népesség
A település népességének változása:
| Lakosok száma | 377  | 385  | 409  | 416  | 416  | 420  | 416  | 419  | 421  |
|               | 2013 | 2015 | 2016 | 2017 | 2018 | 2019 | 2020 | 2021 | 2022 |